# Пурния
Вижте пояснителната страница за други значения на Старичани.
Пурния или Старичани (на гръцки: Πουρνιά, до 1928 година Σταρίτσιανη, Старицани) е село в Северозападна Гърция, дем Коница, област Епир. Селото е разположено високо в северозападните склонове на планината Смолика (Смоликас). Според преброяването от 2001 година населението му е 71 души.